# Brugnon
Cet article possède des paronymes, voir Brignon et Brognon.

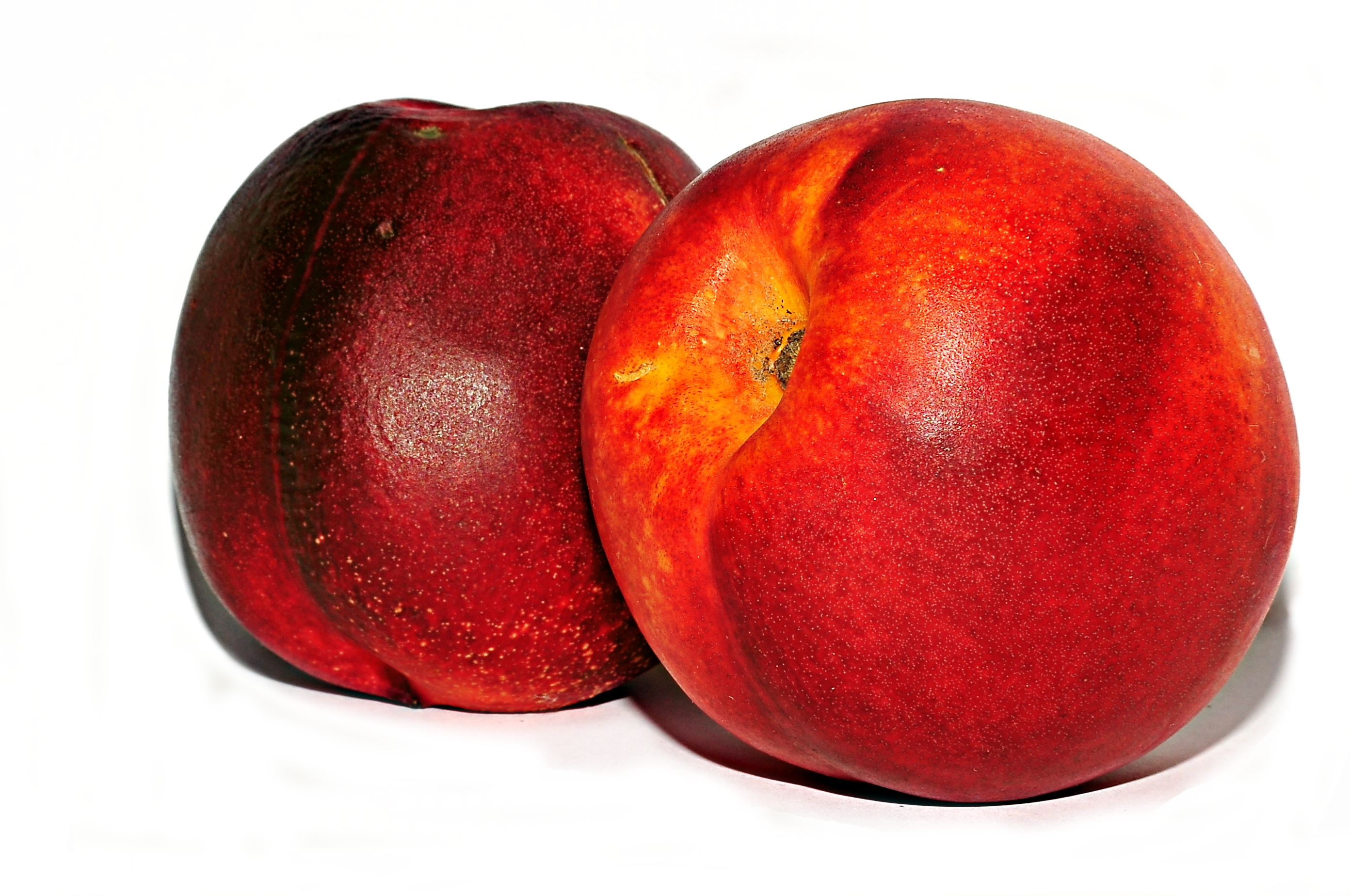
Brugnons jaunes.

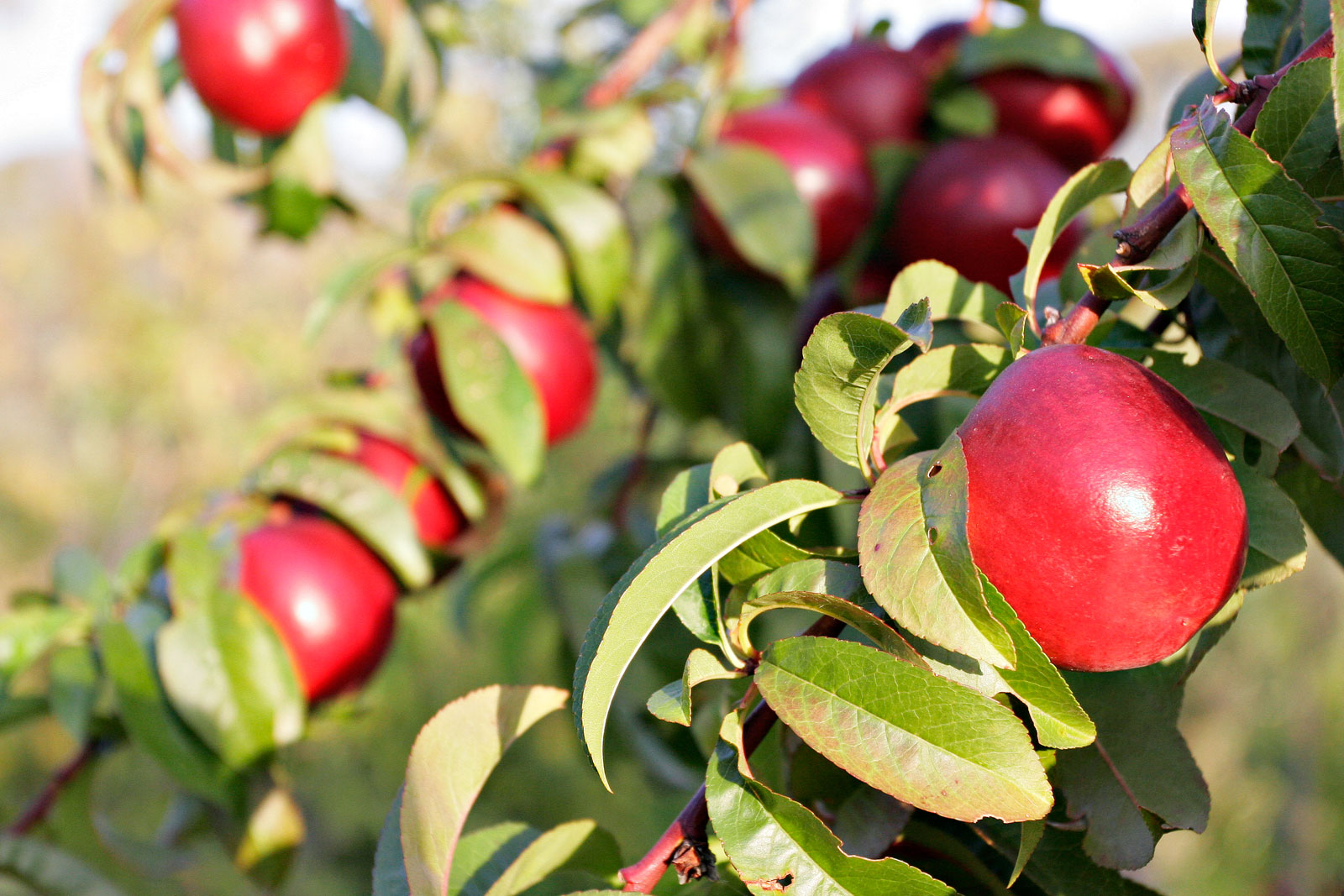
L'aspect extérieur du fruit ne permet pas de différencier le brugnon de la nectarine.

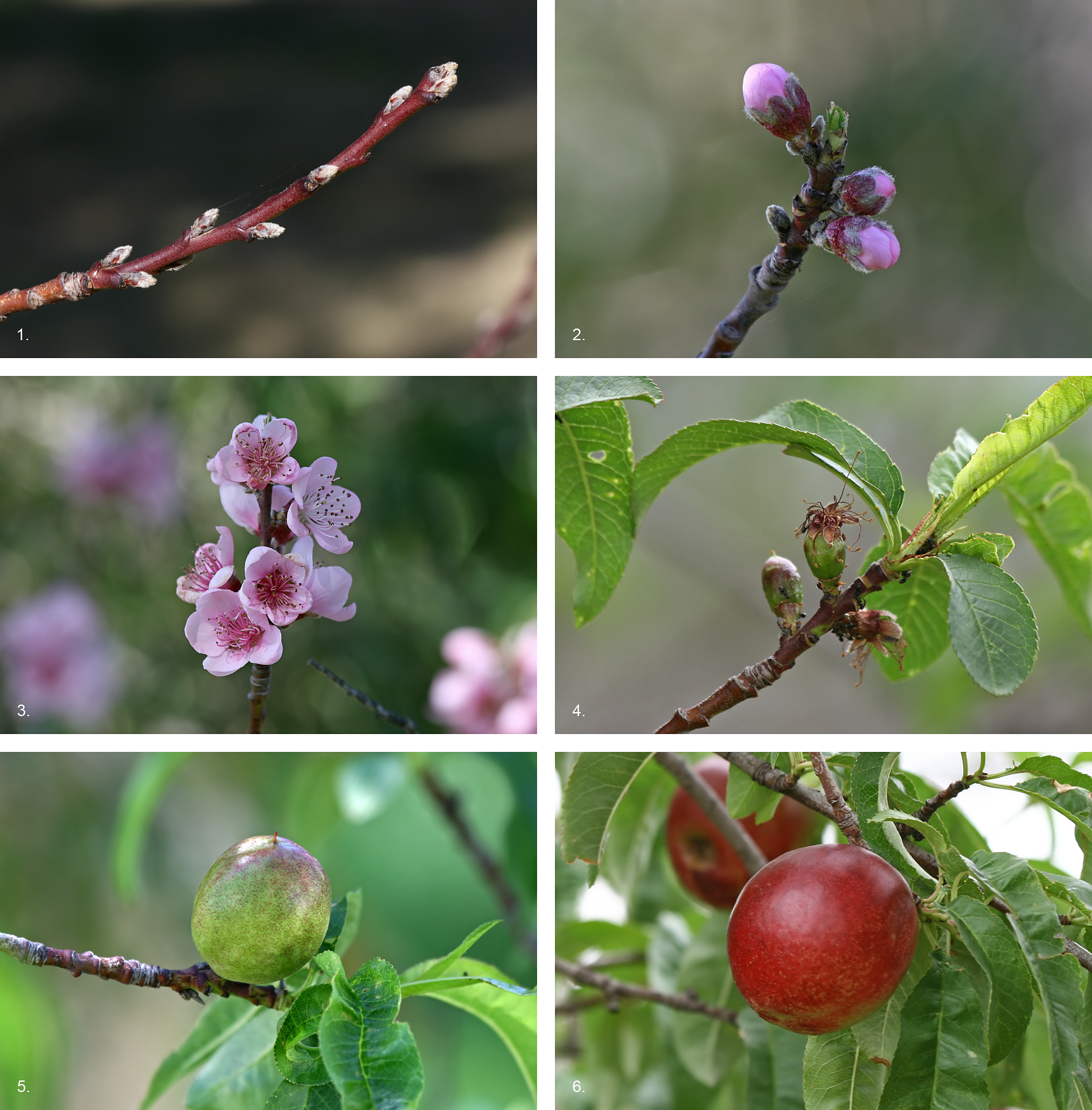
Les différentes phases du développement d'un brugnon.

Le brugnon est le fruit du brugnonier (Prunus persica var. nucipersica), une variété de pêchers (Prunus persica). C'est une drupe qui se distingue des pêches et pavies par sa peau sans duvet, et des pêches et nectarines par son noyau adhérent. La chair du brugnon est blanche ou jaune selon les variétés. Sa peau présente une couleur rouge-orangé tirant sur le bordeaux.

## Terminologie

### Étymologie
Emprunt à l'occitan prunhon issu du latin vulgaire *prūnea pour prūna « prune ». Attesté d'abord en français sous la forme brignon (1600), et enfin brugnon (1680).

### Brugnon et nectarine
Au milieu du XIXe siècle, le terme brugnon était utilisé pour dénommer toutes les pêches lisses. Le mot nectarine est entré dans la langue française à partir de l'anglais 
. Le terme brugnon est alors utilisé lorsque le noyau adhère à la chair, tandis que le terme nectarine est utilisé lorsque le noyau est libre,. En anglais et dans d'autres langues, seul le terme nectarine existe, indépendamment de l'adhérence du noyau.

## Origine

### Origine naturelle
La peau glabre du brugnon, par rapport au duvet sur la pêche, est un caractère issu d'un allèle récessif. Un brugnonier est donc un pêcher dont un caractère récessif est exprimé. Cet allèle récessif porte d'autres caractères comme la couleur, le taux en sucre, l'acidité, la densité...
Il n'est pas rare de voir un rameau de pêcher donner naturellement des fruits à peau non duveteuse, et inversement un rameau de brugnonier donner des fruits à peau duveteuse ; on parle de sport. En botanique, sport est un terme anglais qui désigne la mutation spontanée d'une partie d'une plante, par exemple une fleur rouge parmi les fleurs blanches d'un arbre. Un lusus est un rameau souvent issu d’une telle mutation.
En remarquant ces mutations spontanées, Charles Darwin a proposé comme théorie une sélection naturelle de la peau duveteuse de la pêche, qui protègerait le fruit des insectes.
La sélection naturelle et le caractère dominant de la pêche auraient donc privilégié l'augmentation du nombre de pêchers sur les brugnoniers, jusqu'à l'utilisation à grande échelle de la sélection artificielle, les horticulteurs ayant sélectionné le caractère mosaïque des pêchers.

### Origine géographique
Le brugnon étant, par rapport à la pêche, un simple caractère récessif, il y eut des brugnons où il y eut des pêches. Comme la pêche, le brugnon provient donc de Chine. Ils furent importés en Europe au Ier siècle av. J.-C..

## Consommation
Le brugnon est récolté de juillet à septembre. Il est riche en vitamines A et C, en bêta-carotène et en potassium. Il n'est pas nécessaire de le peler avant de le consommer.
Il est dangereux de consommer l'amande du noyau, qui contient de l'acide cyanhydrique, très toxique.
En 2008 , la France est le 4e producteur européen (12 %) derrière l'Italie (38 %), l'Espagne (27 %) et la Grèce (19 %). En 2008, 96 % de la production française vient des trois régions : Languedoc-Roussillon (46 %), Provence-Alpes-Côtes-d'Azur (31 %) et Rhône-Alpes (19 %).